# 킬리만자로 아래서
《킬리만자로 아래서》(Under Kilimanjaro)는 2005년 사후에 출간된 어니스트 헤밍웨이의 책이다. 학자 로버트 루이스(Robert Lewis)와 로버트 E. 플레밍(Robert E. Fleming)이 편집을 담당하였다. 1999년 출간된 헤밍웨이의 아들 패트릭이 편집한 《여명의 진실》보다 분량이 더 많은 재편집본에 해당한다. 1953년부터 1954년까지 헤밍웨이의 네 번째 부인인 메리와 동아프리카의 사파리를 여행한 이야기에 대해 헤밍웨이가 남긴 글을 바탕으로 한다.
해당 책은 한국어역이 출간되지 않았다.